# Hedgewars
Hedgewars és un videojoc gratuït i de codi obert (llicència GPL) d'estratègia per torns d'artilleria i comèdia.
És una còpia del videojoc Worms.
Els personatges són eriçons i tenen una multitud d'armes que poden utilitzar. Els torns tenen un límit de temps. L'escenari es pot destruir per l'acció de les armes utilitzades. Es poden editar els equips. Les opcions per a jugar són les següents: una partida ràpida amb escenari aleatori contra l'IA, jugar localment contra l'IA o un oponent humà triant l'escenari, començar una campanya o triar un escenari per a entrenament.

## Rebuda
A Softpedia la crítica Silviu Stahie afirmà que la versió 0.9.15 és "fàcil d'instal·lar" i simple de jugar, divertit i no troba cap cosa equivocada. Li donà un 5 sobre 5.